# Megistoleon fumosus
Megistoleon fumosus är en insektsart som beskrevs av Navás 1931. Megistoleon fumosus ingår i släktet Megistoleon och familjen myrlejonsländor. Inga underarter finns listade i Catalogue of Life.